# Distretto 6 (Düsseldorf)
Il distretto 6 è uno dei 10 distretti urbani (Stadtbezirk) della città tedesca di Düsseldorf.

## Suddivisione amministrativa
Il distretto 6 è diviso in 4 quartieri (Stadtteil):
- 061 Lichtenbroich
- 062 Unterrath
- 063 Rath
- 064 Mörsenbroich